# Краузкопф, Фердинанд Иванович
Фердинанд Иванович Краузкопф (нем. Heinrich Ferdinand Krauskopf; 20 сентября 1819, Вальдек, Германия — 20 июня 1875, Висбаден) — гамбургский предприниматель и коммерсант, основатель «Товарищества Российско‑Американской резиновой мануфактуры» (ТРАРМ) — первого предприятия в России по производству резиновых изделий. Позднее предприятие получило название «Красный треугольник».

## Биография
Фердинанд Краузкопф родился в семье гамбургского бюргера в княжестве Вальдек. Представлял немецкую торговую фирму, импортировавшую американские галоши, востребованные в Европе и особенно в Санкт-Петербурге.
Летом 1859 года Краузкопф прибыл в Россию и вскоре принял решение организовать здесь собственное производство резиновых изделий. 11 марта 1860 года был утверждён устав «Товарищества Российско‑Американской резиновой мануфактуры», после чего в Санкт-Петербурге начала работу первая резиновая фабрика в России.
Вскоре фабрика производила до 1000 пар галош в день, а в годы Первой мировой войны «Треугольник» освоил выпуск автомобильных и авиационных покрышек, противогазов и множества других резиновых изделий.
Краузкопф скончался 20 июня 1875 года в Висбадене. Управление предприятием перешло к его сыну — Фердинанду Фердинандовичу.

## Семья

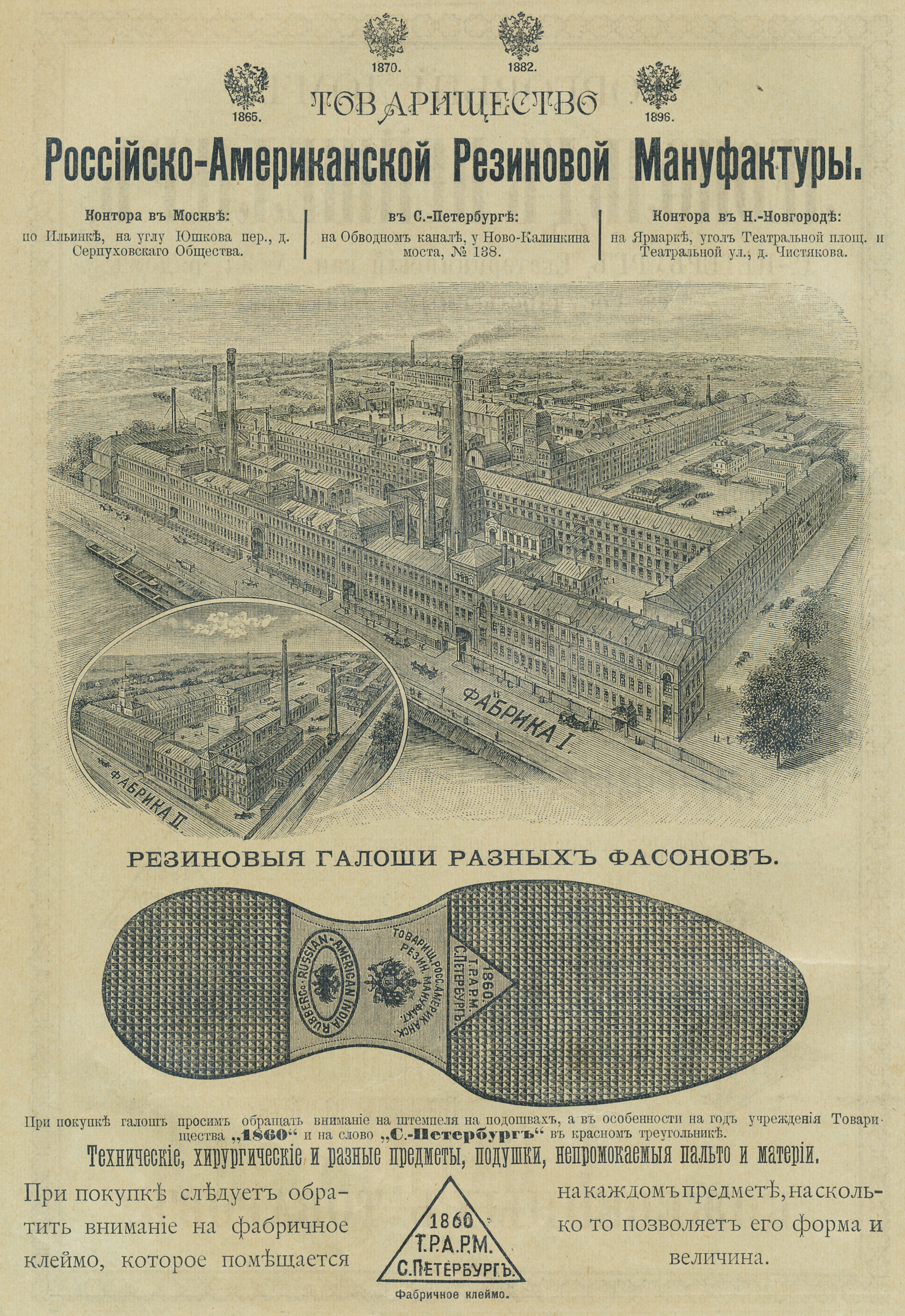
Реклама ТРАРМ, 1899 год

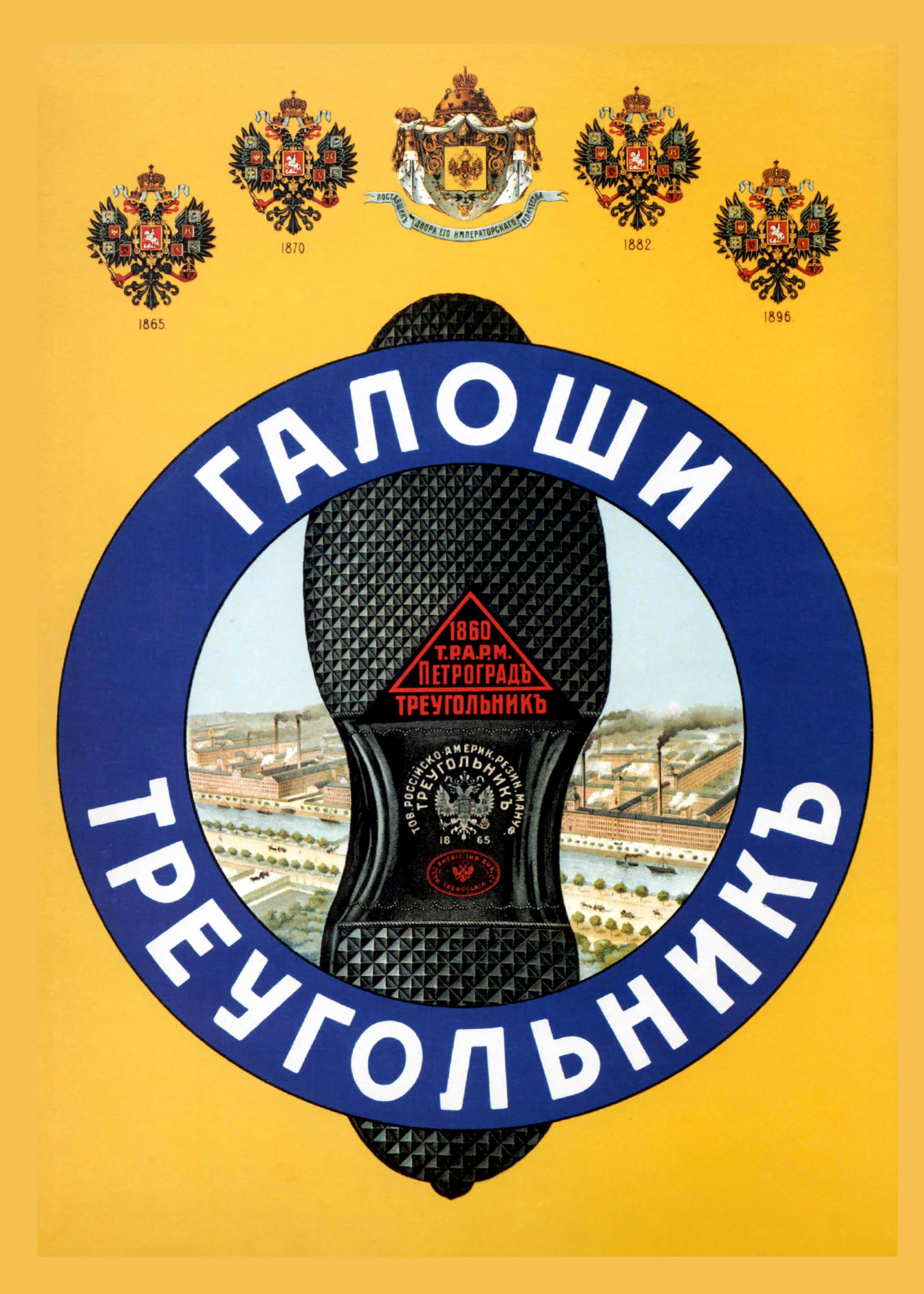
Плакат «Треугольника», нач. XX века

6 ноября 1847 года Фердинанд Краузкопф женился в Гамбурге на Иоганне Матильде Елизавете Грау (нем. Johanna Mathilda Elisabeth Grau, 4 февраля 1823 — 8 декабря 1904, Висбаден).
Их сын — Фердинанд Фердинандович Краузкопф (также Фёдор Фёдорович; 11 июля 1848, Гамбург — 15 сентября 1923, Берггисхюбель, Саксония) — учился в гимназии Карла Мая в 1860—1861 годах. Дальнейшее обучение, вероятно, проходил в Германии. После смерти отца возглавил предприятие. Оставался подданным Гамбурга, получил баронский титул в 1893 году. В 1895 году перестроил семейное имение «Хоэнбухау» (нем. Hohenbuchau, Георгенборн) в стиле нового барокко. Фёдор Фердинандович был женат на Юлии Симонс (нем. Julie Simons, 31 марта 1855, Эльберфельд — 20 ноября 1905, Хоэнбухау).

## Наследие
Фабрика производила резиновую обувь, шины, непромокаемую одежду, технические изделия и игрушки. Торговую марку «Треугольник» предприятие официально закрепило за собой в 1908 году. До революции на предприятии, включая фабрику в Москве, работало до 18 тысяч человек. Комплекс в Петербурге включал более 80 корпусов. При нём действовали школа, ясли, аптека, амбулатория, клуб и дома для рабочих.
После Октябрьской революции предприятие было национализировано, и в 1921 году обедневший Краузкопф-младший продал замок. Умер в 1923 году в Саксонии.